# 和歌山県立海南高等学校大成校舎
和歌山県立海南高等学校大成校舎（わかやまけんりつ かいなんこうとうがっこう たいせいこうしゃ）は、和歌山県海草郡紀美野町に所在する公立の高等学校。
旧称は「和歌山県立大成高等学校」で、校名は「大器晩成」に由来している。

## 設置学科
- 普通科
  - I型（進学コース）
  - II型（福祉コース）
  - III型（商業ビジネスコース）

## 統合計画
1994年（平成6年）の野上電気鉄道廃線による海南市西部方面からの志願者減少、少子化により入学者の減少や学校の統廃合が進む中、教育委員会の県立高校再編整備計画案によって海南市の和歌山県立海南高等学校との統合計画が2004年（平成16年）に発表された。大成高校を存続させる会や大成高校育友会による大成高校の存続の訴えにより、2007年（平成19年）7月2日の和歌山県教育委員会臨時会にて、2008年度（平成20年度）に海南高校と対等合併し大成校舎とすることが決定した。

## 沿革
- 1924年（大正13年）- 「野上実践女学校」として開校
- 1942年（昭和17年）- 「野上高等女学校」に改名
- 1948年（昭和23年）- 「和歌山県立大成高等学校」に改名
- 1969年（昭和44年）- 現在の校舎が完成
- 1982年（昭和57年）- 選抜高等学校野球大会に初出場
- 2004年（平成16年）- 海南高校との統合計画が発表される
- 2007年（平成19年）- 海南高校との対等合併、大成校舎となることが正式決定
- 2008年（平成20年）4月 - 和歌山県立海南高等学校大成校舎となる

## 著名な出身者
- 東陽一（映画監督）[要出典]
- いわみせいじ（漫画家）[要出典]
- 佐光朗（撮影監督）
- 鳥羽潤（俳優）（中退）[2]
- 金井清（元プロ野球選手）
- 西五十六（元プロ野球選手）
- 西三雄（元プロ野球選手） - 西五十六の弟
- 西俊児（元プロ野球選手、元日本ハムファイターズ 二軍監督） - 西三雄の甥

## 野球部
1982年春（第54回）と1987年春（第59回）の2度、選抜高等学校野球大会に出場している。
1987年春（第59回）にはわずか10名（新3年生のみ）の部員で出場している。これは、いずれも準優勝校である1974年春（第46回）の池田高校（11名…「さわやかイレブン」）、1977年春（第49回）の中村高校（12名…「二十四の瞳」）よりも少ない部員数である。この大会では、決勝戦後の閉会式において大会会長の閉会の挨拶でもそのことが触れられたが、会長が校名の読み方が分からず、進行が止まってしまったというエピソードがある。
2014年春（第86回）には海南高校がに出場したが、出場回数は大成高校の2回を含み、出場間隔は大成高校2回目の出場となった1987年春（第59回）以来（27年ぶり）とされている。また、同大会出場時のベンチ入りメンバーには、大成校舎で学ぶ生徒も含まれている。
- 1982年春（第54回） - 1回戦：静岡市立 2-0、2回戦：中京 0-1（中京の甲子園通算100勝目、最後の打者は西俊児であった）
- 1987年春（第59回） - 1回戦：東海大甲府 3-4